# NoHo Arts District
NoHo Arts District – jedna z dzielnic Los Angeles, w San Fernando Valley. Leży na południe od North Hollywood, graniczy z dzielnicami Valley Village od zachodu i Toluca Woods (część Toluca Lake) od wschodu. Obszar określony jest przez Hatteras Street na północy, Cahuenga Blvd na wschodzie, Tujunga Avenue na zachodzie i Camarillo Street na południu.
NoHo jako dystrykt teatrów i sztuki ustanowiony został w 1992 roku przez właścicieli teatrów i lokalnego biznesu przy wsparciu City of Los Angeles' Department of Cultural Affairs. Nazwa NoHo nawiązuje do słynnej dzielnicy Manhattanu – SoHo.
W okolicy znajduje się ponad 30 profesjonalnych teatrów,  galerie sztuki, profesjonalne studia taneczne, profesjonalne studia nagrań.
W dzielnicy znajduje się stacja czerwonej linii metra – North Hollywood oraz pomarańczowa linia szybkiej komunikacji autobusowej.
Nieoficjalny podział dystryktu przedstawia się następująco:
- NoHo Arts District Southwest – 3580 mieszkańców
- Southwest-W – 2733
- Southeast – 2330
- Southeast-E – 1912
- East – 3660
- West – 4164
- NoHo Arts District Adjacent – 1211